# Porte di Paternò

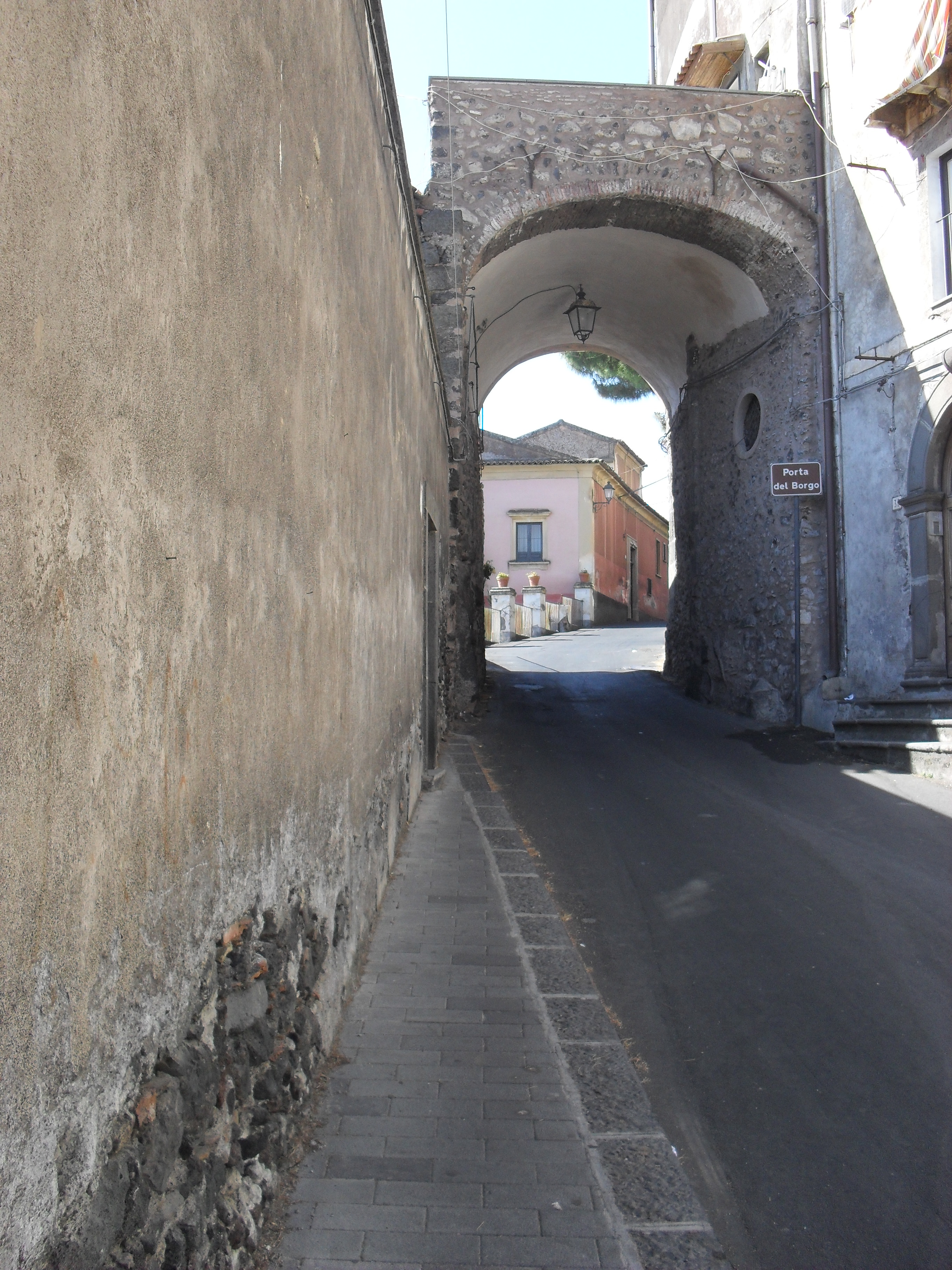
La Porta del Borgo

Le Porte di Paternò sono degli archi la cui edificazione risale al Medioevo.

## Storia
Dopo la conquista ad opera dei Normanni nel 1061, Paternò subì notevoli cambiamenti nella sua struttura urbanistica. Oltre al Castello e gli altri edifici religiosi, la città venne fortificata e furono realizzate delle porte di ingresso.
Le porte costruite furono nove, ma attualmente di queste ne rimangono solo tre. La gran parte di esse fu demolita, assorbita da nuove costruzioni o andò in rovina verso la fine del XVII secolo, quando Paternò subì un'espansione demografica tale da spostare l'abitato dal colle alla pianura sottostante.
Porta del Borgo (o dei Porti)
Detta anche Arco della Matrice in quanto conduce alla scalinata che porta alla Chiesa della Madonna dell'Alto, risale al XII secolo. Fu fatta costruire dal conte Ruggero I d'Altavilla.
Il nome "Porta del Borgo" è dovuto al fatto che la struttura rappresenta la porta principale d'ingresso alla città dalla Collina storica.
Porta di Lentini (o del pertuso)
Situata nei pressi del Santuario della Madonna della Consolazione, attualmente ne sono rimasti alcuni resti. Incerta l'origine del nome, ma non risulta alcun legame particolare con la città di Lentini.
Porta della Ballottola
Anticamente costituita da due fornici deve il suo nome alla caratteristica dei Massoni che furtivamente passavano 'appallottolati' nei loro mantelli.
Porta dei Falconieri
Si tratta di un arco a sesto acuto, tipicamente gotico, situato nell'omonimo quartiere dei Falconieri, al termine di una stradella che scende lungo il fianco destro dell'omonima chiesa.
Porta di Agira
Era la porta d'accesso dalla città alta da Ponente.
Porta di Randazzo
Porta che conduceva verso Randazzo. Dava il nome al quartiere che occupava la parte dell'antica città compresa tra la Gancia e San Marco. Era anche conosciuta come Porta di Centuripe.
Porta a Cumma
Conduceva alla contrada omonima.
Porta Prestigiacomo
Porta situata nell'omonima contrada.
Porta dei Saraceni
Incerta la sua localizzazione, pare fosse orientata a uno dei Casali saraceni.